# Доброволець
Доброво́лець, волонте́р, охо́тник, охо́чий — це особа, яка добровільно і безоплатно надає свій час, знання чи навички для виконання різноманітних благодійних, громадських або соціальних робіт. Волонтери зазвичай працюють в неприбуткових організаціях, громадських проєктах або подіях, де їхній внесок спрямований на допомогу іншим людям, захист довкілля, тварин, підтримку осіб, які потребують допомоги, або на підтримку якої-небудь конкретної справи.
Волонтерство є проявом громадянської активності і доброчинності. Волонтери грають важливу роль у покращенні якості життя інших людей та розвитку громад.